# Kritikus fordulatszám
Egy forgórész kritikus fordulatszáma az a fordulatszám, melynél a rugalmas forgórész lengései rezonanciában vannak, vagyis a periodikus gerjesztések frekvenciája megegyezik a forgórész sajátlengésének frekvenciájával (= a sajátfrekvenciával). A kritikus fordulatszámon a forgórész nyugtalanul viselkedik, a gép rezgéseinek amplitúdója megnövekszik. Tervezésnél gondoskodni kell arról, hogy a kritikus fordulatszámon a gép tartósan ne üzemelhessen. A kritikus fordulatszámot a tengely hajlítólengései vagy csavarólengései okozhatják. Egy forgórésznek több kritikus fordulatszáma van, de ezek közül általában a legalacsonyabbnak van jelentősége. A nagy gőzturbinák forgórészeinek üzemi fordulatszáma a kritikus fordulatszámnál esetenként nagyobb szokott lenni.

## Története
Az első iparilag használható gőzturbinát Gustaf de Laval svéd mérnök és feltaláló készítette. Az ő gépe vékony, hosszú, rugalmas tengelyre szerelt, viszonylag nagy tömegű tárcsából állt, melyre a turbinalapátokat szerelték. Már korábban is észlelték azt a jelenséget, hogy ha egy forgórész fordulatszáma nő, a rezgései egy bizonyos tartományban szokatlanul erősek lesznek, azonban de Laval volt az első, aki rájött arra, hogy ha ezen a fordulatszámon túlhaladnak, a gép rezgései ismét csökkennek. Gondolatmenete az alábbi volt: A gyártási pontatlanságok és a felhasznált anyagok inhomogenitása miatt a forgórész tömegközéppontja és a forgástengely soha nem esik pontosan 
egybe. Álljon a forgórész modellje az ábra szerint egy elhanyagolható tömegű hajlékony tengelyből és koncentrált m tömegű tárcsából. Legyen a tárcsa excentricitása (vagyis a forgórész tömegközéppontja és a forgástengely közötti távolság) e, a tárcsánál egy, a tengelyre merőleges F erő és az általa okozott y kitérés között álljon fenn az F=k.y összefüggés. Forgás közben a tengelyt a centrifugális erő y értékkel meghajlítja, a tárcsa tömegközéppontjának sugara ekkor y+e értékű lesz, felírható tehát a rugalmas és centrifugális erők egyensúlya {\displaystyle \omega } szögsebességnél:
{\displaystyle {\frac {}{}}m(e+y)\omega ^{2}=ky}
Innen y-t kifejezve kapjuk:
{\displaystyle y={\frac {m\omega ^{2}e}{k-m\omega ^{2}}}={\frac {e}{1-{\frac {k}{m\omega ^{2}e}}}}}
A függvény grafikonja a mellékelt ábrán látható. A tengely kitérése a szögsebesség növelésével nő, ahol a nevező 0-vá válik, elvileg ∞ értéket ér el, az ehhez tartozó szögsebesség:
{\displaystyle \omega _{k}={\sqrt {\frac {k}{m}}}}
a kritikus szögsebesség,
{\displaystyle n_{k}={\frac {30\omega }{\pi }}}
pedig a percenkénti kritikus fordulatszám. De Laval észrevette, hogy ha a szögsebességet a veszélyes kritikus érték fölé növeli, akkor a tengely kitérése fokozatosan csökken, a gép járása nyugodt lesz. Nem veszélyezteti a gépet, ha a kritikus szögsebesség tartományában a forgórész gyorsan áthalad. Ezt a felismerést a Laval-turbinákban hasznosította is.

## Lengéstani modell
A gyakorlati tapasztalatok azt mutatták, hogy a kritikus fordulatszámon át lehet lépni anélkül, hogy különösebb nyugtalanságot éreznének a gépek üzemében. Ezért a mérnökök pontosabb számítási modelleket kerestek. Lengéstani megfontolásokból születtek a valóságot jobban megközelítő eljárások. Az előző fejezetben bemutatott rugalmas, tömeggel és egyensúlyhibával rendelkező forgórészeket egyszabadságfokú lengőrendszerként vizsgálhatjuk. A rendszer sajátfrekvenciáját a gerjesztés és csillapítás nélküli, szabadlengések differenciálegyenletéből kapjuk.
{\displaystyle m{\ddot {x}}+kx=0.}
Ennek a differenciálegyenletnek a megoldásából meghatározható a rendszer csillapítás nélküli kritikus szögsebessége:
{\displaystyle \omega _{k}={\sqrt {k \over m}}\!,}
Ez az eredmény pontosan megegyezik az előzőekben levezetett kritikus szögsebességgel. A centrifugális erő harmonikus gerjesztést jelent a tengely számára, mely rezgéseket fog végezni. Ha a csillapítást is figyelembe vesszük, a mozgás differenciálegyenlete:
{\displaystyle m{\ddot {x}}+{c}{\dot {x}}+{k}x=F_{0}\cos {\omega t}}
ahol
x a tengely kitérése,
m a forgórész tömege,
c a lineáris csillapítási tényező
k a tengely rúgómerevsége
{\displaystyle F_{0}} pedig a gerjesztőerő amplitúdója.
A fenti differenciálegyenlet állandósult megoldását az ábra mutatja, látható, hogy elméletileg végtelen nagy kitérés a kritikus fordulatszámnál csak a csillapítás nélküli esetben várható, csillapítás azonban mindig létezik.
Az ábrák tulajdonképpen arra az esetre vonatkoznak, amikor a gerjesztőerő amplitudója a frekvenciától függetlenül állandó, mivel rugalmas forgórésznél a centrifugális erő nemcsak a kezdeti excentricitástól, hanem a tengely rugalmas kitérésétől is, a csillapítás hatásáról azonban jó képet ad.

## Pontosabb modellek
A nagy gőzturbinák, gázturbinák, szivattyúk, kompresszorok, villamos forgógépek forgórészeit az egyszabadságfokú modell nem írja le megfelelően, ezért a korszerű forgórészmodellek lehetővé teszik a több tömegű, több (esetleg rugalmas) csapággyal rendelkező, tárcsákkal rendelkező forgórészek kritikus szögsebességének számítását is. A modellek figyelembe veszik a nagy átmérőjű tárcsák giroszkópos nyomatékát és a labirint-tömszelencék dinamikai hatását is.
Az elméleti számítások és az üzemi tapasztalatok is azt mutatják, hogy a forgórészeknek több kritikus szögsebessége (rezonancia-frekvenciája) van. Ezekből általában az első a veszélyes, mert az ehhez tartozó fordulatszám és az üzemi fordulatszám van egymás közelében. Nagy forgórészeknél a csavarólengések szintén rezonanciát okozhatnak.
A mozgásegyenletek csillapítatlan szabadlengések esetére generalizált mátrix alakban:
{\displaystyle {\begin{matrix}M{\ddot {q}}(t)+K{q}(t)&=&0\\\end{matrix}}}
ahol:
M a szimmetrikus tömegmátrix,
K a szimmetrikus merevségi mátrix,
q a forgórész generalizált koordinátáiból képzett oszlopvektor.
Az egyenlet megoldásaként annyi sajátfrekvenciát kapunk, ahány szabadságfokú rendszerként modelleztük a forgórészt.
Egyes forgórészeknél figyelembe kell venni a tárcsák giroszkópikus hatását, a csillapítást, valamint egyes egyéb fizikai hatások (labirint-tömszelencék, elektromágneses erők) aszimmetrikus befolyását a mozgásegyenletekre. Ebben az esetben a fenti egyenlet az alábbi módon bővül
{\displaystyle {\begin{matrix}M{\ddot {q}}(t)+(C+G){\dot {q}}(t)+(K+H){q}(t)&=&f(t)\\\end{matrix}}}
ahol:
C a szimmetrikus csillapításmátrix
G a ferdeszimmetrikus giroszkopikus mátrix
H a  ferdeszimmetrikus keringési mátrix
f a gerjesztő függvény.
Mind a G giroszkopikus mátrix, mind a H keringési mátrix az Ω szögsebességgel arányos.
A fenti egyenlet megoldása komplex sajátvektorokat is tartalmaz, melyek az Ω szögsebesség függvényei.